# Guanqiao, Guangdong
Guanqiao (kinesiska: 官桥) är en köping i sydöstra Kina. Den ligger i Huazhou i staden Maoming i provinsen Guangdong, omkring 320 kilometer sydväst om provinshuvudstaden Guangzhou. Antalet invånare är 41 564. Befolkningen består av 20 003 kvinnor och 21 561 män. Barn under 15 år utgör 31 %, vuxna 15-64 år 58 %, och äldre över 65 år 10,0 %.